# South Pole Traverse

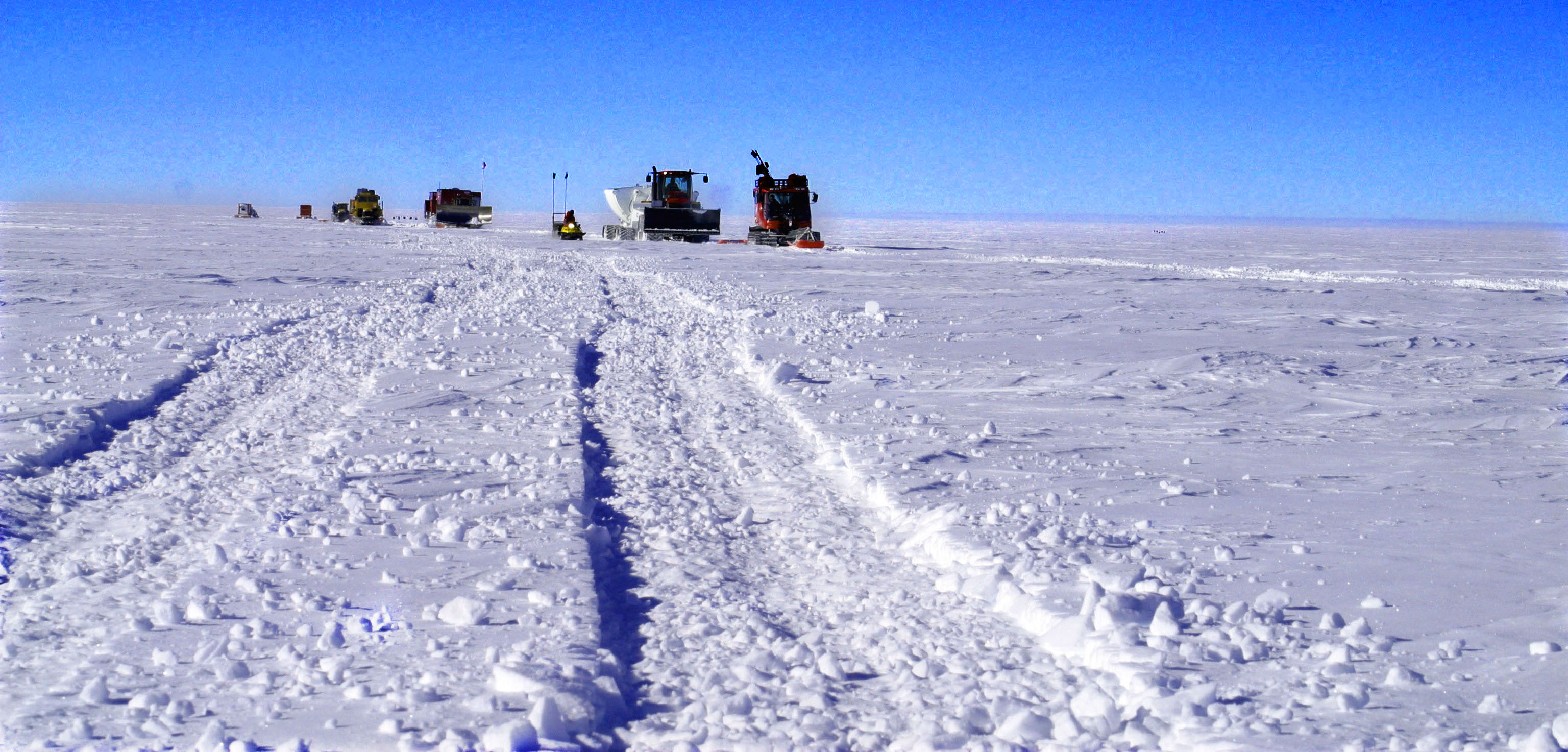
Gütertransport auf der South Pole Traverse (Anfang 2006)

Die South Pole Traverse (englisch, „Südpol-Traverse“), auch McMurdo – South Pole Highway („McMurdo-Südpol-Fernstraße“), ist eine rund 1600 Kilometer lange Straße in der Antarktis, welche die amerikanischen Stationen McMurdo an der Küste und die Amundsen-Scott-Südpolstation am Südpol verbindet. Sie wurde aus eingeebnetem Schnee und über aufgefüllten Gletscherspalten errichtet. Die Straße ist naturgemäß nicht befestigt, jedoch mit Fahnen markiert. Heute können Kettenfahrzeuge zum Südpol fahren, was etwa zehn Tage in Anspruch nimmt.
Der Bau begann Anfang 2002. Beendet wurde er im südlichen Sommer 2006/07.
Das Ross-Schelfeis und das Polarplateau, über welche die Straße führt, sind relativ stabil. 
Am Leverett-Gletscher verlässt die South Pole Traverse das Schelfeis in der Nähe seines südlichsten Punktes und führt durch das Watson Escarpment zum Polarplateau hoch. 
Die meisten Gletscherspalten brechen in diesem kurzen und steilen Streckenabschnitt auf, in dem die Straße auf über 2000 Meter über dem Meeresspiegel ansteigt; diese Teilstrecke muss in jeder Saison gepflegt werden. 
Finanziert wurde das Projekt durch die US-amerikanische National Science Foundation (NSF), um die Versorgung der Südpolstation billiger und letztendlich verlässlicher zu machen. Schlechtes Wetter am McMurdo-Sund hat in einigen Sommern die Anzahl der Versorgungsflüge reduziert, welche die NSF unternehmen konnte, um Baumaterialien und wissenschaftliche Ausrüstung heranzuschaffen.
Die Straße verbessert auch den Einsatz der schweren Ausrüstung, die benötigt wird, um das vorgeschlagene South Pole Connectivity Program zu verwirklichen, eine geplante Lichtwellenleiterverbindung zwischen dem Südpol und der frankoitalienischen Station Dome Concordia am Rande des Antarktischen Plateaus, die einen 24-Stunden-Zugang zu Geostationären Satelliten hat. Diese Satelliten können an den Polen nicht genutzt werden, da sie sich unter dem Horizont befinden; momentan werden am Südpol andere Satelliten genutzt, die sich am Ende ihrer Lebensspanne befinden. Alternativ könnte die NSF auch entscheiden, neue Satelliten anzuschaffen.
Am 7. Februar 2006 gab die NSF in einer Pressemeldung bekannt, dass 110 Tonnen Frachtgüter als Erfolgsbeweis über die Fernstraße zur Südpolstation geliefert wurden. Im Jahr 2013 befuhr Maria Leijerstam mit einem Fahrrad (Liegedreirad bzw. Trike) die South Pole Traverse zum Südpol.
Zwischen der russischen Hauptstation Mirny und der 1400 km tief im Landesinneren befindlichen Wostok-Station wird einmal jährlich ein ähnlicher Traktortransport durchgeführt, jedoch auf einer ungebahnten Schneepiste. Speziell für diese Transporte wurde die Charkowtschanka entwickelt.

## Karten

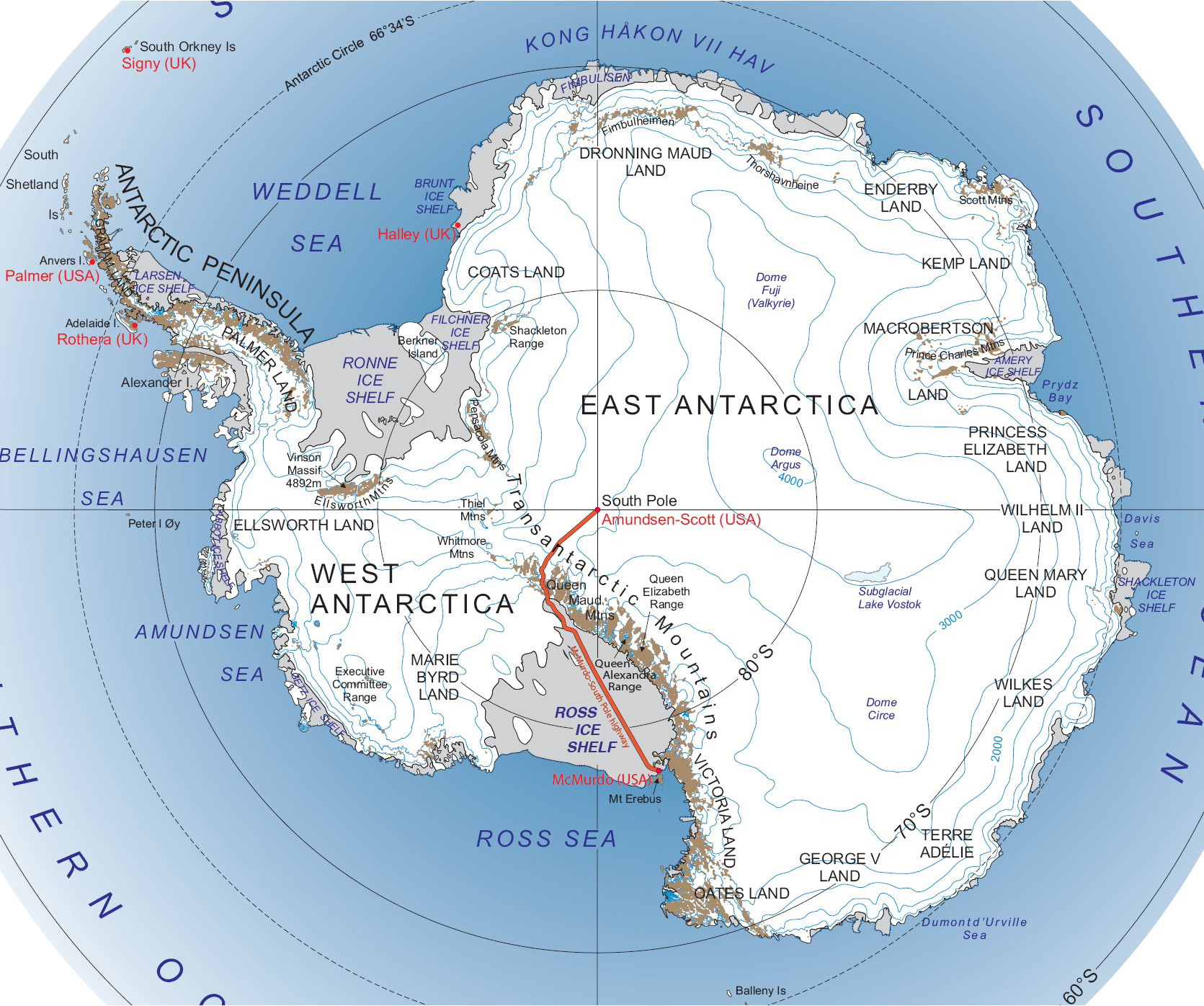
Verlauf der South Pole Traverse
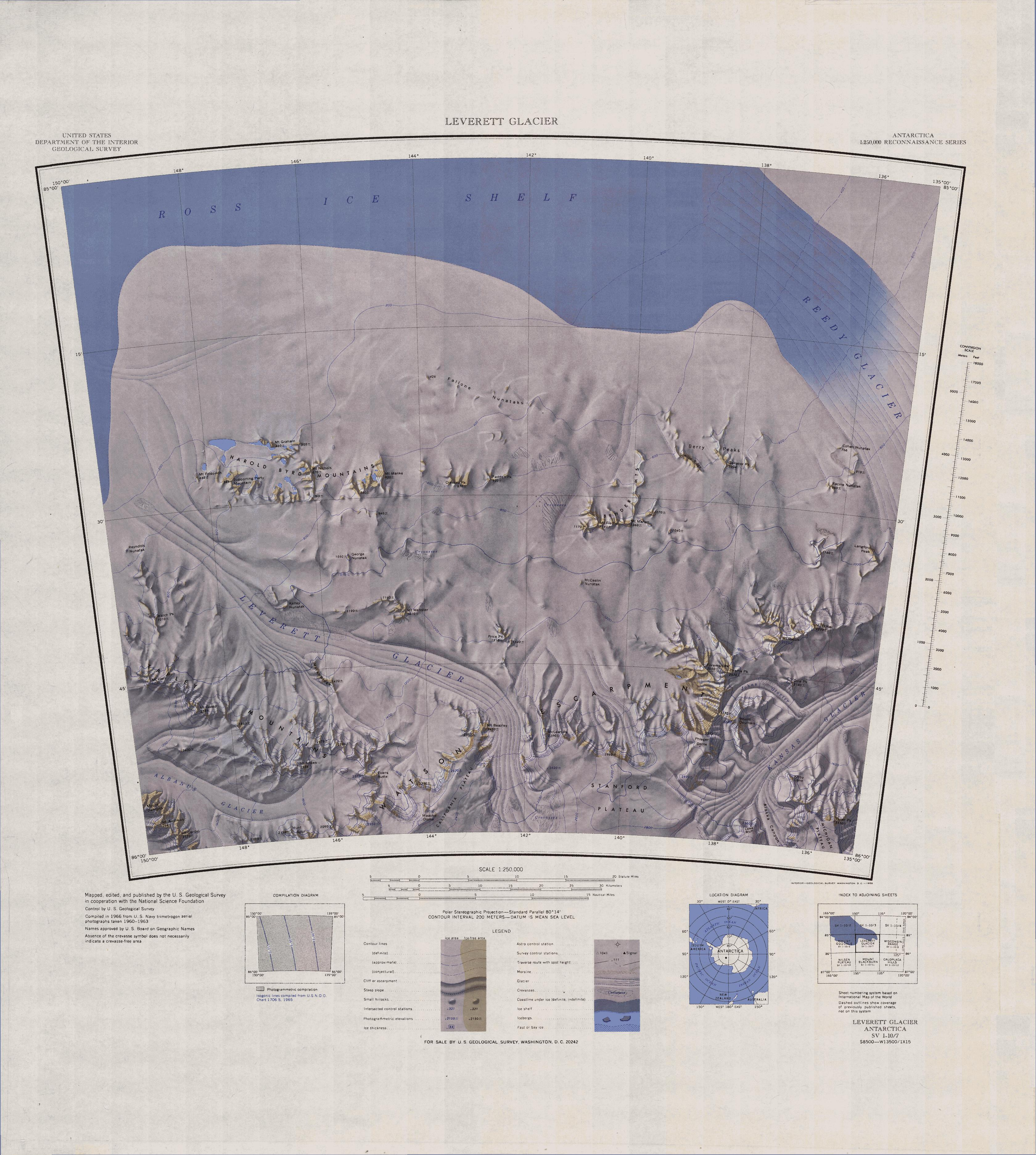
Topographisches Kartenblatt Leverett Glacier 1:250.000. Die South Pole Traverse verlässt das Ross-Schelfeis in einem steilen Anstieg über den Leverett-Gletscher.
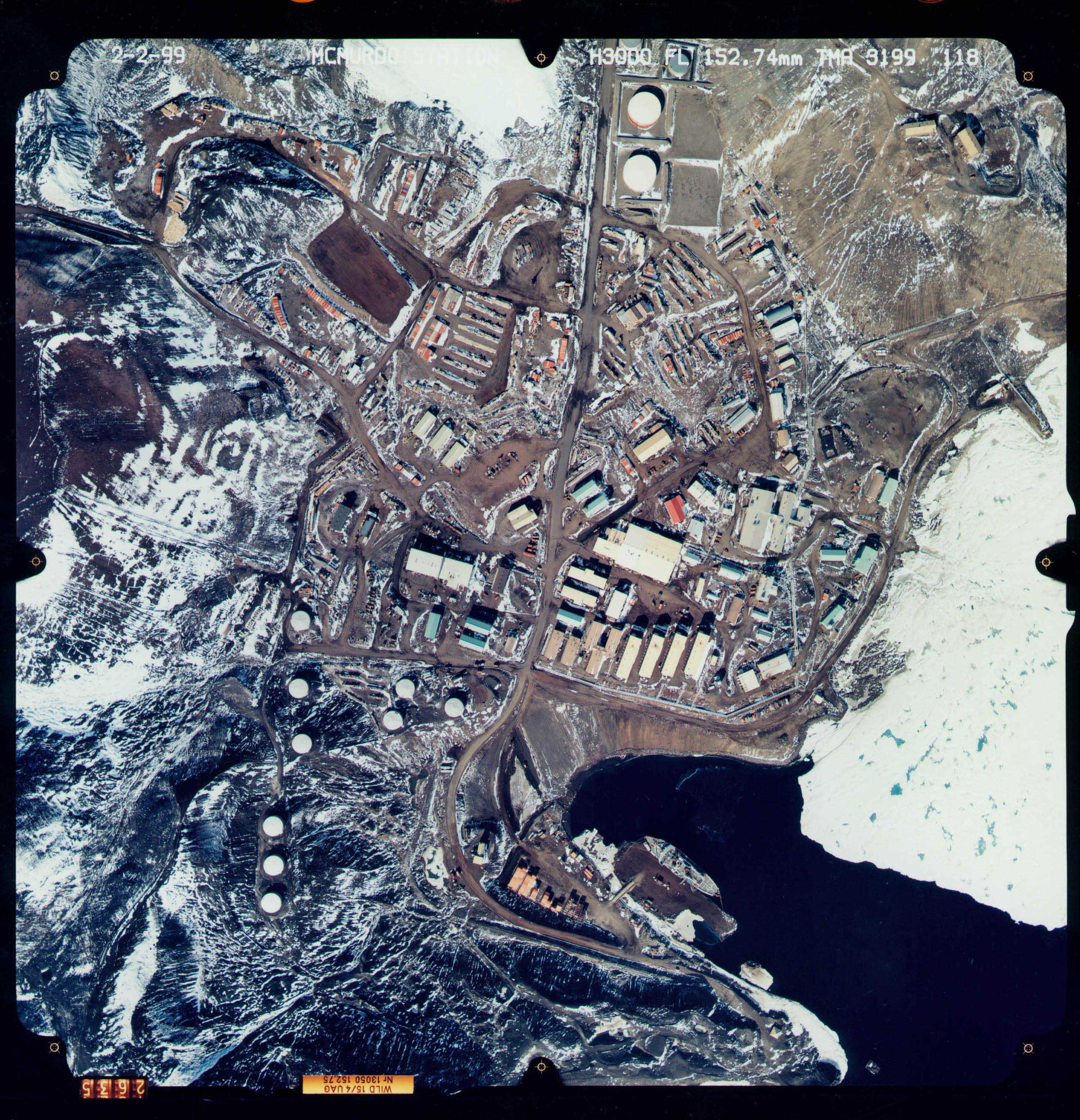
Beginn der South Pole Traverse in der McMurdo-Station (zentrale Straße)